# 1872 في بيرو

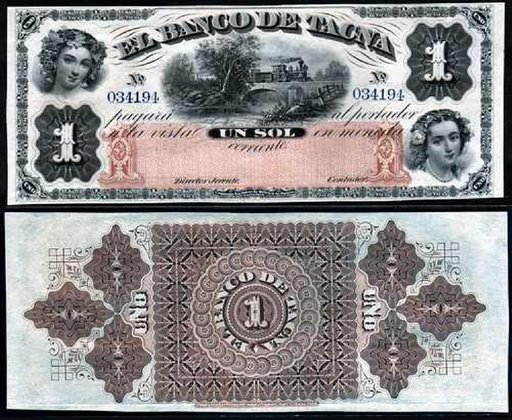
عملة دولة بيرو عام 1872

فيما يلي قوائم الأحداث التي وقعت خلال عام 1872 في بيرو.

## سياسة

### تعيين في المنصب
- 1 يناير – سيرابيو كالديرون لازو دي لا فيغا عضو مجلس نواب بيرو ‏.
- 2 أغسطس – مانويل باردو رئيس بيرو.

## مواليد

### أغسطس
- 28 أغسطس – مانويل ماركيز ستيرلينغ

### نوفمبر
- 23 نوفمبر – إنريكي لوبيز كاتب بيروفي.

### ديسمبر
- 3 ديسمبر – كليمنت بالما كاتب بيروفي.

## وفيات

### يوليو
- 26 يوليو – توماس غوتيريز (مواليد 1850) سياسي بيروفي.